# Martha Mellinger
Martha Kardos Mellinger (Belo Horizonte, 20 de dezembro de 1956) é uma atriz, dubladora e locutora brasileira. Foi casada com o cantor Arnaldo Dias Baptista, membro da banda Os Mutantes, com quem teve um filho, Daniel.

## Biografia
Em 2003, foi Irene, mãe de Dóris (Regiane Alves) na novela Mulheres Apaixonadas.. 
Em 2021, interpretou Rebeca na novela Gênesis.. 
Em 2024, estreia a peça De Tanto Amar, texto inédito de Eddy Fernandes, sob direção de Rodrigo Ferraz na SP Escola de Teatro.

## Filmografia

### Televisão
| Ano  | Título               | Personagem                                                   | Notas        |
| ---- | -------------------- | ------------------------------------------------------------ | ------------ |
| 1983 | Maçã do Amor         | Vera                                                         |              |
| 1990 | Boca do Lixo         | Ivete                                                        |              |
| 1998 | Pérola Negra         | Helen Clinton (Miss Helen) / Neusa Helena Marques Montefiori |              |
| 2000 | Vidas Cruzadas       | Leonor                                                       |              |
| 2001 | Pícara Sonhadora     | Grace Rockfield                                              |              |
| 2002 | Marisol              | Carmem Figueiredo                                            |              |
| 2003 | Mulheres Apaixonadas | Irene de Souza Duarte                                        |              |
| 2004 | Malhação             | Solange                                                      | Temporada 11 |
| 2006 | Cristal              | Bertha Girot                                                 |              |
| 2007 | Luz do Sol           | Hildegarde Mendonça                                          |              |
| 2009 | Poder Paralelo       | Helena Miranda                                               |              |
| 2020 | Hard                 | Nair Costa                                                   | 2 episódios  |
| 2021 | Gênesis              | Rebeca                                                       | Fase: Jacó   |

### Cinema
| Ano  | Título                         | Personagem         | Notas          |
| ---- | ------------------------------ | ------------------ | -------------- |
| 1982 | P.S.: Post Scriptum            | Luz                |                |
| 1985 | 20 Minutos                     | Moça               |                |
| 1989 | Lua Cheia                      | Inês               |                |
| 1990 | Real Desejo                    | Laura              |                |
| 1991 | O Outro                        | Alice              | Curta-metragem |
| 1991 | Isabel                         | Isabel             | Curta-metragem |
| 1992 | PR Kadeia                      | Telefonista        | Curta-metragem |
| 2005 | O Casamento de Romeu e Julieta | Isabella Baragatti |                |
| 2009 | Loki - Arnaldo Baptista        | Ela mesma          | Documentário   |
| 2017 | Bingo: O Rei das Manhãs        | Lolita Vieira      |                |
| 2022 | Primavera                      | Prima              | [ 9 ]          |

## Teatro[10]
- 1983 - Viúva, Porém Honesta
- 1985 - Auto do Frade
- 1986 - Doce Privacidade
- 1988 - Às Margens da Ipiranga
- 1988/1989 - Fulaninha e Dona Coisa
- 1988/1989 - Risco e Paixão
- 1990 - Raposas do Café
- 1994 - Faz a Fama e Deita na Cama
- 2011 - Segredo entre Mulheres
- 2024 - De Tanto Amar[11]

## Prêmios e Indicações
| Ano  | Prêmio                      | Indicação                | Trabalho               | Resultado | Ref    |
| ---- | --------------------------- | ------------------------ | ---------------------- | --------- | ------ |
| 1989 | Prêmio Governador do Estado | Melhor Atriz Coadjuvante | Às Margens da Ipiranga | Venceu    | [ 12 ] |